# Drosophila seminole
Drosophila seminole är en tvåvingeart som beskrevs av Sturtevant och Theodosius Grigorievich Dobzhansky 1936. Drosophila seminole ingår i släktet Drosophila och familjen daggflugor.
Artens utbredningsområde är Alabama.